# В'язниця «Діброва» (Івано-Франківськ)

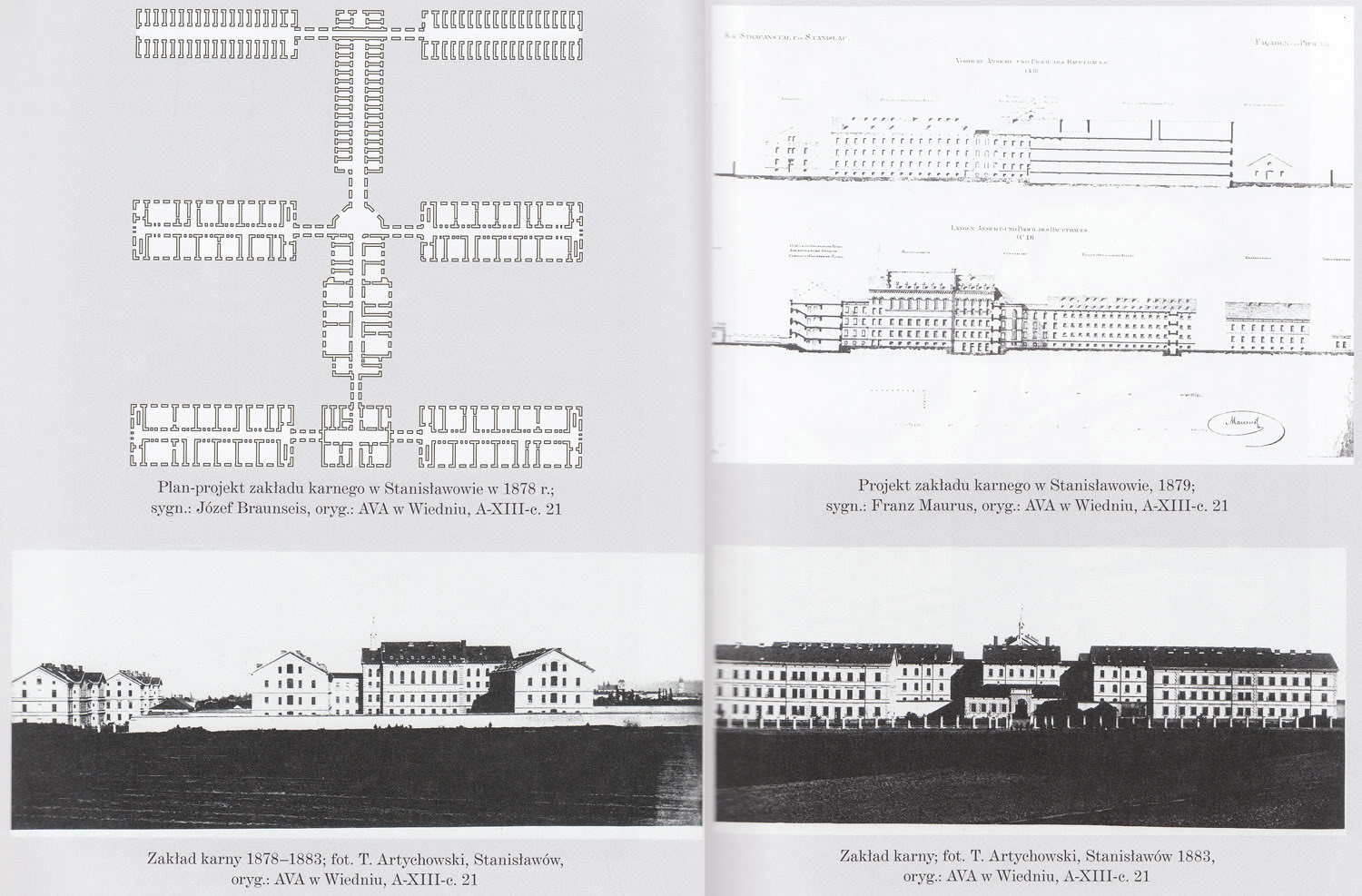
План-проект в'язниці (1878 р., 1879 р.) та фотографії 1883 р.

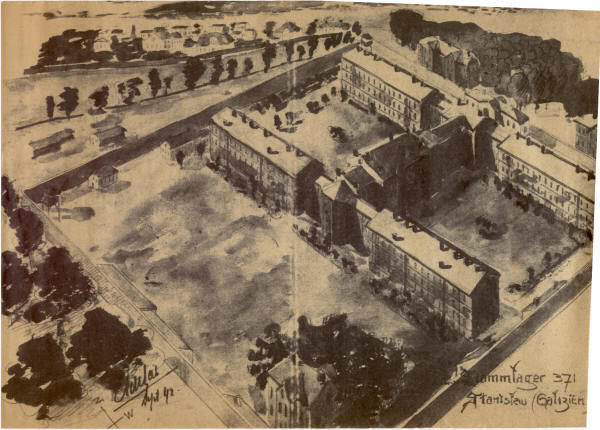
Сталаґ—371

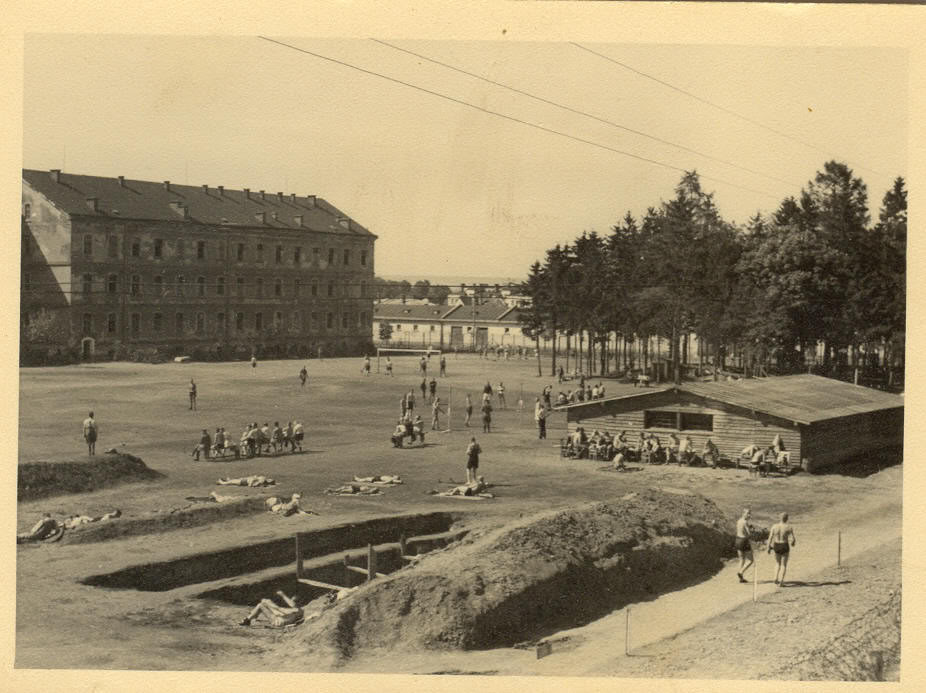
Сталаґ-371

В'язниця «Діброва» у Станиславові (від 1939 року — Станіславі, нині Івано-Франківську) — пам'ятка архітектури, одна зі споруд, збудованих у Західній Україні за Австро-Угорської імперії.

## Будівництво
У 1878 році уряд Австро-Угорщини придбав у Станиславівського маґістрату землю на околиці міста. Раніше там був дубовий ліс, який з часом перетворився на міський парк Діброва. Зразу ж після купівлі землі розпочалося будівництво в'язниці (автор проєкту — німецький інженер Йозеф Браунзайс). 1 липня 1883 року відбулося відкриття нової в'язниці, яку в народі охрестили «Дібровою».

## Опис
Пенітенціарний заклад збудовано у стилі неокласицизму. Він складався з триповерхового в'язничного корпусу у формі букви «Н», контрольно-пропускного пункту та двох будинків для обслуги.
В'язницю оточував п'ятиметровий мур, який знадвору підсвічували яскраві лампи. У мурі була тільки одна брама, на якій постійно стояло двоє озброєних вартових. Всередині в'язницю охороняла тюремна сторожа. Коридори перегороджували залізні ґрати зі спеціальними замками, які можна було відкрити лише з боку головного коридору. Кожна камера закривалася дверима із малим заґратованим вікном угорі. Коридори й камери протягом доби були яскраво освітлені. Ззовні в'язницю охороняла спеціальна військова варта.
Усі будівлі були облаштовані водопроводом, каналізацією, пічним опаленням та вентиляцією. У в'язниці діяли греко-католицька і православна каплиці та школа.
Тюрма була розрахована на 1000 в'язнів чоловічої статі православного та греко-католицького віросповідання. Фактично тут відбували покарання в основному українці.

## Історія та сьогодення
Втечу з неї вважали неможливою. Але в 1911 році львівський студент Мирослав Січинський, засуджений на 20 років за вбивство намісника Галичини Анджея Потоцького, з допомогою українських патріотів покинув в'язницю, переодягнувшись у форму наглядача. Ця втеча набула в Європі широкого розголосу.
1 серпня 1914 року розпочалася Перша світова війна. 3 вересня Станиславів захопила російська армія — в'язниця припинила своє існування.
У 1918 році на території тюрми розташувалися казарми 20-го українського полку крайової оборони Австро-Угорської імперії.
1 листопада 1918 року відбувся Листопадовий зрив і над казармами замайорів синьо-жовтий прапор.
24 травня 1919 року у Станиславові відбулося повстання бойовиків Польської організації військової і 25 травня війська ЗУНР були змушені залишити місто. У приміщенні колишньої «Діброви» поляки обладнали тюрму для військовослужбовців.
У вересні 1939 року радянські війська захопили Західну Україну, у будівлі обладнали військові казарми для Червоної армії.
2 липня 1941 року до міста ввійшли угорські війська, які були союзниками німецької армії. У приміщенні в'язниці було створено Станіславський концентраційний табір для військовополонених — «Шталаґ-371».
У дерев'яних бараках, які розміщувалися по зовнішньому периметру табору, утримували радянських полонених. У кам'яній будівлі сиділи голландські льотчики, для яких у таборі обладнали душову, лазарет, музичний зал, у дворі — спортивний майданчик.
За всю історію існування табору «Шталаґ-371» було три спроби втечі. У березні 1944 року, коли радянські війська здійснила спробу звільнити місто, група голландських військових пілотів, серед яких був молодий поручик Едвард ван Ґотеґем, зробили підкоп під стіною і через нього проникли на околиці міста, а згодом пристали до одного з відділів УПА.
Після закінчення Другої світової війни в 1946 році будівлю колишнього табору передали авіаційній військовій частині. Згодом тут було побудовано спортивний зал, солдатську й офіцерську їдальні, котельню, теплицю. Замість пічного встановили парове опалення.
У 1994 році в пам'ять про голландських військовополонених за присутності першого посла Королівства Нідерландів в Україні Р. Серрі на території військової частини відкрито обеліск.
У 2001 році було проведено капітальний ремонт будівлі, оновлено фасад, перекрито дах, заасфальтовано плац, відреставровано контрольно-пропускний пункт, який став справжньою окрасою міста.

## У літературі
Колишній в'язень Василь Маковський описав своє перебування в цюпі в серпні 1914.